# رمزان عبد الله النعيمي
الدكتور رمزان عبد الله النعيمي قانوني بحريني، ووزير شؤون الإعلام في مملكة البحرين منذ 13 يونيو 2022.

## عن حياته

### التعليم
- حصل على بكالوريوس في الحقوق من جامعة البحرين سنة 2008م.
- حصل على ماجستير في القانون من جامعة جوروجتاون بالولايات المتحدة الأمريكية سنة 2011م.
- حصل على الدكتوراه في العلوم القضائية من جامعة جوروجتاون بالولايات المتحدة الأمريكية سنة 2016.[2]

### العمل
- في سنة 2016 عمل استاذاً مساعداً في كلية الحقوق بجامعة البحرين.
- وفي سنة 2016 شغل منصب المدير التنفيذي لمعهد الدراسات القضائية.
- وفي سنة 2018 عُين قاضياً بالمحكمة الكبرى المدنية.
- وفي سنة 2020 عيُن مستشاراً قانونياً بديوان الرقابة الإدارية والمالية.
- وفي 28 يناير 2021 عين عضواً في الهيئة العليا لنادي راشد للفروسية وسباق الخيل واستمر في العضوية حتى 12 فبراير 2024.
- وفي 13 يونيو 2022 صدر مرسوماً بتعديل وزاري حيث عًين وزيراً لشؤون الإعلام،[3] وكما أعيد تعينه في نفس المنصب في مرسوم تشكيل الحكومة الذي صدر في 21 نوفمبر 2022.[4][5]